# 科幻展

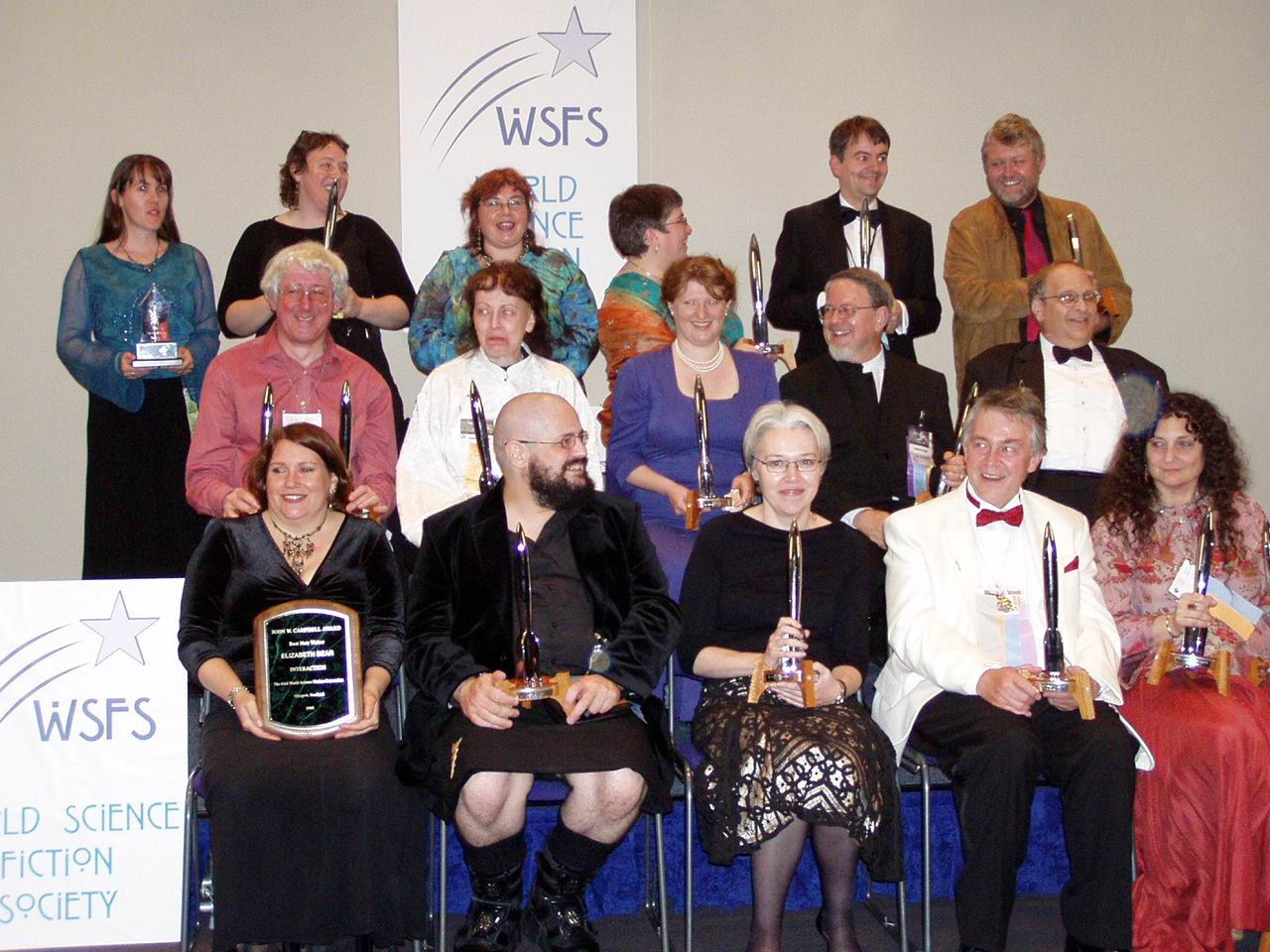
2005年雨果奖得主合影

科幻展是推想小说、科學幻想小说爱好者舉辦的聚会。不過科幻展的主體並不只集中於科幻小說本身，科幻展的主體還會涉及科幻电影、科幻電視作品、科幻漫画、科幻动画和科幻游戏等其他形式的科幻作品。雖然每場科幻展都不盡相同，但有一些內容比較相似，例如許多科幻展會邀請特邀贵宾參會；設立讨论小组分組討論；開展朗读活動以及其他特别活动。起初科幻展主要在美國和英國這兩個國家舉辦，後來越來越多的國家開始舉辦科幻展。